# Пылва (волость)
Пы́лва (эст. Põlva ) — бывшая волость в Эстонии в составе уезда Пылвамаа.

## Географическое положение
Площадь волости — 228,8 км², численность населения на 1 января 2009 года составляла 3882 человека.
Административный центр волости — город Пылва. Помимо этого, на территории волости находятся ещё 27 деревень.

## Символика в 1995–2013 годах

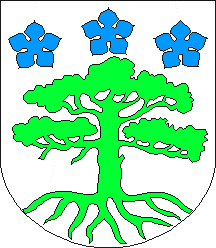
Герб
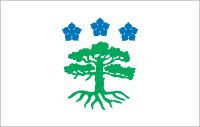
Флаг